# ويليام ساندرز سكاربورو
ويليام ساندرز سكاربورو (بالإنجليزية: William Sanders Scarborough)‏ هو أستاذ جامعي أمريكي، ولد في 16 فبراير 1852 في ماكون في الولايات المتحدة، وتوفي في 9 سبتمبر 1926 في ويلبرفورس في الولايات المتحدة.